# Le Loup mongol
Le Loup mongol est un roman de Homéric publié le 26 août 1998 aux éditions Grasset et ayant reçu la même année le prix Médicis.

## Résumé
« Le loup mongol » fait référence à Tèmüdjin, le futur Gengis Khan, un cavalier mongol qui parcourt la steppe au galop et forme une armée d'archers. En vingt ans, il rallie les clans mongols et multiplie les conquêtes, annexant des empires aussi puissants que la Chine et l'Inde, écrasant des armées bien plus nombreuses. La grande passion d'Homéric pour les chevaux se ressent tout au long du roman.
Le narrateur et personnage principal du roman est Bortchou, le premier compagnon et « frère de sang » (anda) de Tèmudjin, soumis à ses passions pour les femmes et les chevaux et qui, malgré sa fidélité au grand Khan, sera peu à peu abandonné par lui, puis retrouvé au seuil de la mort.

## Éditions
- Le Loup mongol, éditions Grasset, 1998  (ISBN 224649351X) Fiche sur le site Grasset.